# 今、そこにいる僕
『今、そこにいる僕』（いま そこにいるぼく、Now and Then, Here and There）は、AIC制作による日本のオリジナルテレビアニメ作品。1999年10月14日から2000年1月20日まで、WOWOWの毎週木曜日19時00分枠にてノンスクランブル（無料）放送された。全13話。

## 概要
ギャグ作品を得意とする大地丙太郎が（本人曰く「ギャグは渇望しないと生まれないため」）ギャグを一切封じ、アニメで軽く扱われすぎている戦争をきちんと描いてみたいと思い、アフリカの内戦によって生み出された少年兵士を参考に、現代の日本で暮らしていた主人公の少年が別世界の闘いが日常になっている状況に飛び込む作品。

### クリエーター
暴力描写の数々は、それまでの大地丙太郎作品とは全く異なる作風である。また大地の作品の多くがそうであるように本作にも高橋良輔が参加していて、狂王ハムドを演じた石井康嗣の予告編の脚本を書いている。
摩砂雪、平松禎史、大塚雅彦など、ガイナックスの有名クリエイターが多数参加している。特に、平松、大塚とはこの作品を境に大地と仕事をともにする機会が顕著に増えた。
また、長濱博史、音地正行、渡辺はじめ、和田高明、林明美といった、大地監督と交流を持つアニメーター達も本編の作画作業にたびたび参加している。

## 世界観
世界観に関する設定や解説などを大幅に簡略化しており、遠い未来の地球のどこかであるという、漠然とした舞台設定（物語の冒頭で「こんなにももろく～百億年の年月だから～」というセリフがあるものの、定かではない）である。荒廃し切った大地、異常発達した動植物、軍事などの一部目的に特化したハイテクノロジーなど、物語の各所で垣間見える要素が、現代とは異なる環境たる所以である。

## 用語
ヘリウッド
国家規模の空中移動要塞。戦闘面のハイテク技術などには精通しているが、王も軍隊も腐敗しきっており、逆らうものは容赦なく殺害し、兵士不足を補うために各村を襲っては村人をさらいを男子供は無理やり兵士に仕立て上げ、女性は兵士を産むための子作り要員兼慰安婦にされる。故に多くの人々から恨まれている。
ザリ・バース
水資源が残る数少ない集落。住民は比較的平和に過ごしており、ヘリウッドから運良く逃れた人たちも保護している。シスの話からヘリウッドに酷い目に遭わされた人たちも多い。その為ヘリウッドを憎みハムド暗殺を計画する強硬派もいる。
ペンダント
ララ・ルゥが所持している地球上の水が凝縮されたもの。ララ・ルゥは自らの命を削りこのペンダントから水を出して操ったりすることができる。

## 登場人物

### 主要人物
シュウ / 松谷 修造（まつたに しゅうぞう）
声：岡村明美
本作の主人公。本名は「松谷 修造」。剣道を習っている正義感の強い元気な性格の中学生の少年。元は現代の日本で暮らしていたのだが、ララ・ルゥと出会ったのをきっかけに彼女とアベリア一派の捕り物に巻き込まれてヘリウッドに連れてこられる。
キャラクターのモデルは『踊る大捜査線』の青島俊作。
ララ・ルゥ
声：名塚佳織
本作のヒロイン。外見は幼い少女だが、人間では無い何らかの伝説的な存在で、本人曰く「シスより何万倍も生きている」「親は元からいない」とのこと。ペンダントを用いて自らの命を削って水を生み出すことが出来るためヘリウッドに狙われていた。普段は寡黙に徹している。夕陽を見るのが好き。かつては人間の為に水を出したことがあったが、初めは感謝しながら次第に出すのが当たり前になって横暴な態度を取り、挙句の果てに争いすら始める人間に辟易するようになった。
サラ / サラ・リングワルト
声：仲尾あづさ
元はアメリカで暮らす少女だったが、父親を迎えに行く途中でアベリアにララ・ルゥと間違われて連れ去られてきた。人違いと判明した後も解放されずに兵士を産むための慰安婦にされ妊娠してしまった。後に兵士一名を殺害して脱走し砂漠を放浪して、ザリ・バースの住人に救助される。自らの悲境の契機となったララ・ルゥを憎悪し、結果的に無力な気休めを言ったシュウにも非難を浴びせる。最初は金髪のロングだったが、脱走した時には自らナイフで髪を切りショートヘアになっている。
ナブカ
声：今井由香
ヘリウッドの少年兵の一人。幼い頃にヘリウッドの少年兵狩りにあって故郷の村から引き離されており、それ以来、ハムド王の命令に忠実に従うことこそが、自分達に残された唯一の道と自分に言い聞かせて生きており、不本意ながらも非道な軍事作戦に参加し続けている。己の正義感に従って行動するシュウとは、幾度も対立を起こすも、一人の人間としては共感を感じてもいる。
ブゥ
声：小西寛子
ヘリウッドの少年兵の一人。ナブカを慕っているが、シュウにも理解があり、彼の逃亡に手を貸す。
タブール
声：陶山章央
ヘリウッドの少年兵の一人。ナブカとは同郷で、同じ悲劇を味わいながらも、武力と権力で欲望のままに生きるハムドの生き方にあこがれており、未だ過去の苦しみを引きずっているナブカの姿勢に苛立ちを深めている。実は故郷の村が完全に抹殺されていることを知っており、穏やかな過去の生き方を完全に捨てて権力の階段を上ることばかり考えている。
ハムド
声：石井康嗣
ヘリウッドの狂王。己が権勢を取り戻すためとあらば如何なる犠牲をも厭わず、敵国の民は勿論自国の兵士すらも目的のためには容赦無く殺戮する暴君。自身への暗殺計画を実行した刺客達がザリ・バース居住者と判明した後は同地の殲滅を企図する。極度の興奮状態に達して誇大妄想に陥ったり過剰な暴力を振るい、直後に人が変わったように冷静さを寄り戻す場面がしばしば見受けられる。
敵はおろか、自分にとって役立たない者や無関係な人々さえ全てを存在に値しないゴミ同然のシロモノとしか思っておらず、わが身の安泰と日々の欲望を遂げることしか考えていない。精神的小児病患者とも言うべき異常者。ただ、生まれと教育の結果か、ハイテク軍隊の運用理論や戦略に精通しているため、軍人としては標準以上の能力を持っている模様。
アベリア
声：安原麗子
ハムド王の側近で軍のトップ。主君一途の忠臣。ハムドに対して忠実だが、主君がしばしば見せるエキセントリックな言動に不安と戸惑いも見せる。
カザム
声：松山鷹志
ヘリウッドの兵士。サラが相手をさせられた兵士の一人だが、ほかの兵士と違い彼女を恋い慕っている様子があり、ヘリウッドでのひたすらな破壊と殺戮の日々に鬱屈を感じ始めてもいる。ザリ・バースに潜入した際にはサラにザリ・バース襲撃の計画を知らせて一緒に逃げようと呼びかけたことがある。
エランバ
声：山本密
ザリ・バースの住人で反ヘリウッドの過激派のリーダー格。ヘリウッドに両親を焼き殺され、体の弱かった妹もさらわれた挙句に足手まとい扱いされて捨てられ死に追いやられた為に人一倍ヘリウッドを憎み、目的のためなら手段を選ばないばかりか、非協力的な人間にさえ憎しみを向けるようになっている。
スーン
声：齋藤彩夏
ザリ・バースに住む女の子。母がヘリウッドにさらわれたのをきっかけに父は過激派の暗殺者として任務に向かったまま消息不明となり、シスに預けられた。ララ・ルゥを「ラーラ」と呼び慕っている。
シス
声：松本梨香
ザリ・バースで子供たちの面倒を見ている肝っ玉母さん。頑なな対決姿勢で無用な敵意を買うことで村を危険に晒したくないとの思惑から、過激な反ヘリウッド主義に走る住民達を説得し続けているが、これによってエランバの憎悪を受けてしまう。

## スタッフ
- 企画 - 井上博明
- プロデュース - 隈部昌一、森尻和明
- 監督 - 大地丙太郎
- 助監督 - 宮崎なぎさ、則座誠
- シリーズ構成・脚本 - 倉田英之
- キャラクターデザイン - 大泉あつし
- コンセプトデザイン - 山﨑健志
- 総作画監督 - 西野理恵
- 美術監修 - 加藤浩
- 美術監督 - 野村正信、益城貴昌（第2話、第3話、第5話-第13話）、京田邦晴（第4話）
- 美術設定 - 佐藤正浩
- 色彩設計 - 秋山久美
- 撮影監督 - 斉藤秋男
- 編集 - 松村正宏、芝関美和子（第2話-第13話）
- 音響監督 - 田中一也
- 音楽 - 岩崎琢
- 効果 - 山田稔
- 録音 - 名倉靖
- 音響制作担当 - 白崎恵理
- 音楽プロデューサー - 野崎圭一
- 音響制作 - アクアトーン、楽音舎
- 録音スタジオ - アバコクリエイティブスタジオ
- サウンドトラック - ビクターエンタテインメント
- 制作プロデューサー - 福良啓、松嵜義之
- 特別協力 - 高橋良輔
- 製作 - AIC・パイオニアLDC

## 主題歌
オープニングテーマ「今、そこにいる僕」
作曲・編曲 - 増田俊郎
エンディングテーマ「子守歌...」
作詞・作曲 - 小室等 / 編曲 - 増田俊郎 / 歌 - 安原麗子
予告テーマ「DECADENCE」
作曲・編曲 - 岩崎琢

## 各話リスト
| 話数 | サブタイトル         | 絵コンテ                       | 演出                | 作画監督                                                     | 放送日          |
| ---- | -------------------- | ------------------------------ | ------------------- | ------------------------------------------------------------ | --------------- |
| 1    | 黄昏を見つめる少女   | 平松禎史                       | 大塚雅彦            | 西野理恵                                                     | 1999年 10月14日 |
| 2    | 少年と狂王と         | 長濱博史                       | 長濱博史            | 関口雅浩                                                     | 10月21日        |
| 3    | 闇の中の宴           | 大橋誉志光                     | 大橋誉志光          | 五月女浩一朗                                                 | 10月28日        |
| 4    | 不協和音             | 佐山聖子                       | 音地正行            | 追崎史敏                                                     | 11月4日         |
| 5    | ひとごろし           | 井硲清高                       | 安田賢司            | をがわいちろを                                               | 11月11日        |
| 6    | 砂嵐に消える         | 平松禎史                       | 平松禎史 大塚雅彦   | 西野理恵                                                     | 11月18日        |
| 7    | 逃れの夜             | 長濱博史                       | 長濱博史            | 関口雅浩                                                     | 11月25日        |
| 8    | ひとりぼっちのふたり | 大橋誉志光                     | 大橋誉志光          | 五月女浩一朗                                                 | 12月2日         |
| 9    | 狭間にて             | 鈴木行 大地丙太郎 佐山聖子     | 林宏樹              | 楠本祐子、大泉あつし 追崎史敏、長濱博史                      | 12月9日         |
| 10   | 混沌への助走         | 佐山聖子 山﨑健志              | 岡嶋国敏            | 関口雅浩、大泉あつし 追崎史敏、長濱博史 鈴木輪流郎、山﨑健志 | 12月16日        |
| 11   | 崩壊前夜             | 佐山聖子                       | 六反田等            | 加々美高浩                                                   | 2000年 1月6日   |
| 12   | 殺戮の大地           | 大橋誉志光 鈴木輪流郎 平松禎史 | 大橋誉志光          | 五月女浩一朗                                                 | 1月13日         |
| 13   | 今、そこにいる僕     | 平松禎史                       | 宮﨑なぎさ 六反田等 | 関口雅浩、西野理恵 大泉あつし、音地正行                      | 1月20日         |

## 関連商品

### CD
- 「今、そこにいる僕 サントラ」（1999年11月20日）

### DVD
- 「今、そこにいる僕 Vol.1」（1999年12月22日）
- 「今、そこにいる僕 Vol.2」（2000年1月25日）
- 「今、そこにいる僕 Vol.3」（2000年2月25日）
- 「今、そこにいる僕 Vol.4」（2000年3月24日）
- 「今、そこにいる僕 Vol.5」（2000年4月25日）
- 「今、そこにいる僕 TV-BOX」（2005年9月22日）